# Прудівка (річка)
Прудівка, Прусівка (біл. Прудо́ўка, Прусаўка) — річка в Буда-Кошельовському і Чечерському районах Гомельської області Білорусі, ліва притока річки Липа (притока річки Сож, басейн Дніпра).
Довжина річки 26 км (18,5 км, 12,5 км з них на території Чечерського району). Площа водозбору 106 км². Середній нахил водної поверхні 0,9 м/км. Витік річки розташований за 2 км у напрямку на північний захід від села Заболоття Буда-Кошельовського району, гирло приблизно за 2 км на південний схід від села Рудня-Дудицька, приблизно за 1 км від колишнього села Дудичі Чечерського району. Русло каналізоване. Водозбір низинний.
Біля річки села Заболоття, Рудня-Дудицька. Також біля річки знаходилися колишні села Хорошівка, Холоч'є, Дудичі, колишні селища Поскубівка, Новий Шлях.